# TOZ
TOZ (яп. ティオジー, кор. 티오지; також відомий як To Our Zone) — бой-бенд, створений у 2023 році в Південній Кореї після завершення реаліті-шоу на виживання телеканалу Mnet — Boys Planet. До складу гурту входять четверо учасників: Антонні, Харуто, Юто і Такуто. Вони вибули з шоу на різних його етапах. Гурт знаходиться під керівництвом компанії YY Entertainment. Дебют гурту в Японії відбувся 27 вересня 2023 року з мініальбомом Flare. А 2 травня 2024 року вони дебютували вже у Кореї з мініальбомом To my New Friends.

## Назва
Назва гурту TOZ має розшифрування — To Our Zone, яке означає «Ми вітаємо вас у нашому світі». Цією фразою вони запрошують шанувальників увійти до їх творчого світу.
27 жовтня 2023 року було оголошено назву фандома — TOPAZ.

## Кар'єра

### Додебютна діяльність учасників
У 2021 році Антонні брав участь у реаліті-шоу Produce 101 Japan Season2, з якого вибув у фіналі.
В цьому ж році Харуто також брав участь у реаліті-шоу LOUD, з якого вибув під час 4 раунду.
29 грудня 2022 року Антонні, Харуто, Юто і Такуто були оголошені як учасники реаліті-шоу Boys Planet від Mnet. Юто вибув першим у 5-му епізоді, наступним був Антонні у 8-му епізоді. Харуто і Такуто вибули в 11-му епізоді.
Антонні та Харуто були стажерами WAKEONE з 2022 по 2023 рік, після чого приєдналися до YY Entertainment. 13 серпня компанія оголосила про новий гурт, до якого увійшли Антонні, Харуто, Юто і Такуто.

### Концерти
TOZ Японський дебютний шоукейс «Flare» (2023)

### Фанмітінги
TOZ 1-й Фанмітінг в Японії «Flare» (2023)

## Учасники
| Сценічний псевдонім | Сценічний псевдонім | Сценічний псевдонім | Справжнє ім'я   | Справжнє ім'я   | Справжнє ім'я   | Позиція                  | Дата народження |
| Яп./Кор.            | Латиницею           | Українською         | Японською       | Латиницею       | Українською     | Позиція                  | Дата народження |
| ------------------- | ------------------- | ------------------- | --------------- | --------------- | --------------- | ------------------------ | --------------- |
| アンソニー, 안토니  | Anthonny            | Антонні             | 飯沼 アントニー | Iinuma Anthonny | Іінума Антонні  | лідер, головний вокаліст | 13.02.2004      |
| ハルト, 하루토      | Hart                | Харт                | 前田 晴翔       | Maeda Haruto    | Маеда Харуто    | вокаліст, репер          | 16.04.2004      |
| ユウト, 유토        | Yuto                | Юто                 | 高野佑都        | Takano Yuto     | Такано Юто      | репер, вокаліст          | 14.12.2004      |
| タクト, 타쿠토      | Takuto              | Такуто              | 豊永 拓斗       | Toyonaga Takuto | Тойонага Такуто | вокаліст, макне          | 13.11.2007      |